# افرات

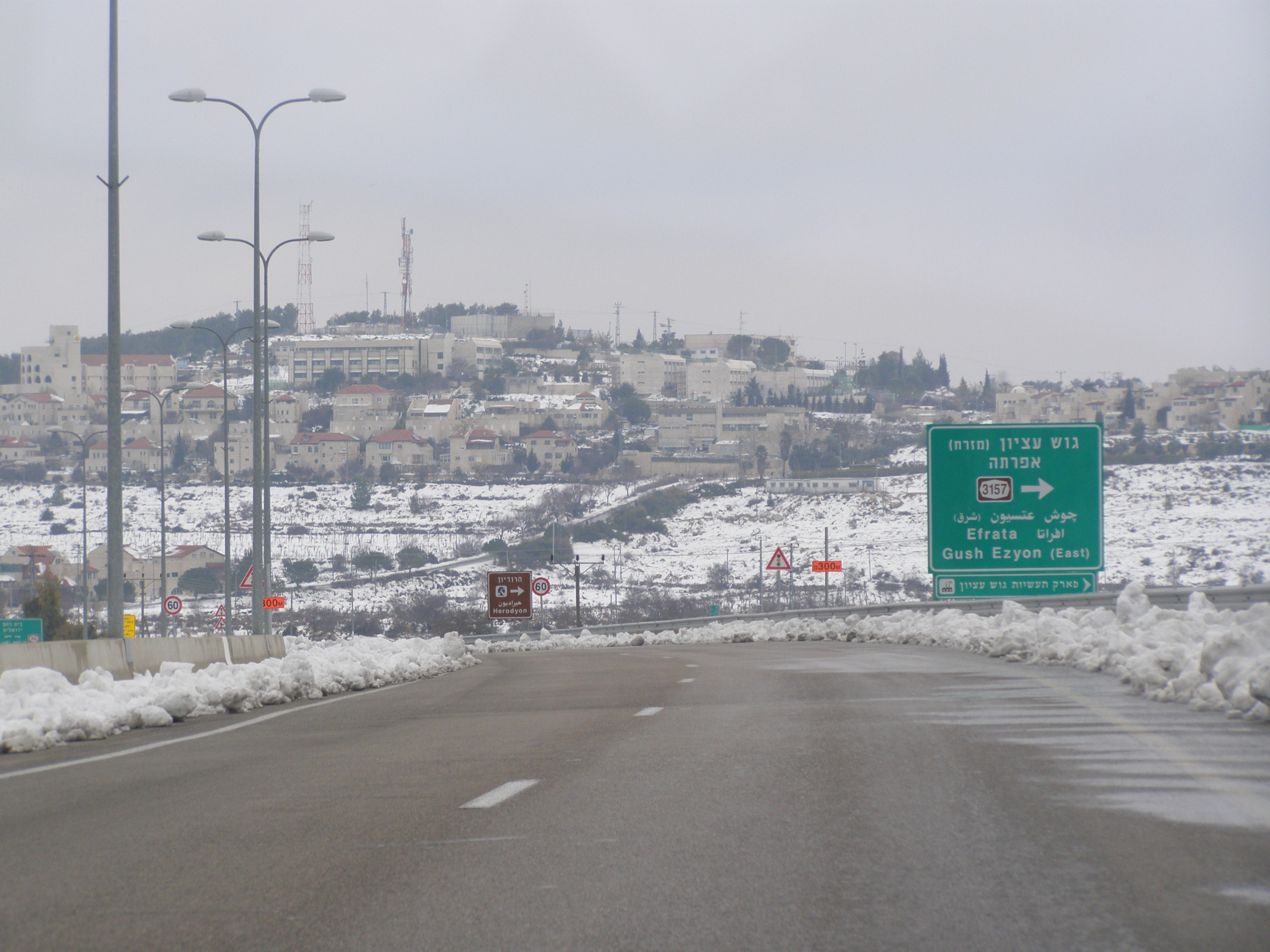
تصویری از شهر افرات در زمستان.

افرات (به عبری: אפרת) یکی از شهرک‌های یهودی‌نشین مستقر در قسمت جنوبی شهر اورشلیم است. این شهرک در بین شهرهای عرب‌نشین حبرون و بیت‌لحم و در استان یهودا و شومرون اسرائیل واقع شده است. شهرک افرات در حدود ۸٬۰۰۰ نفر جمعیت دارد.
سازمان ملل متحد، استان یهودا و شومرون و شهرک‌های یهودی‌نشین مستقر در آن را که به «کرانه باختری رود اردن» مشهور است را به رسمیت نمی‌شناسد. دولت اسرائیل با چنین تفسیری مخالف است.